# Selídove
Selídove (en ucraïnès Селидове i en rus Селидово, Selídovo) és una ciutat de l'óblast de Donetsk, Ucraïna. El 2021 tenia 21.916 habitants.